# إميل نوفاكوفسكي
إميل نوفاكوفسكي (بالبولندية: Emil Nowakowski)‏ هو لاعب كرة قدم بولندي في مركز الوسط، ولد في 15 مايو 1974 في بلدة لوبن في بولندا. لعب مع أوليمبياكوس فولو وبولونيا وارسو وزاغويمبيه لوبين وشلوسك فروتسلاو.